# Charles McLean Andrews
Charles McLean Andrews (Wethersfield, 22 febbraio 1863 – New Haven, 9 settembre 1943) è stato uno storico statunitense.

## Biografia
Nato a Wethersfield, nello stato statunitense del Connecticut, studiò al Trinity College di Hartford e prese il suo Ph.D. alla Johns Hopkins University nel 1889.
Fu docente di storia al Bryn Mawr College (1889-1907) poi del Johns Hopkins University (1907-1910) ed in seguito alla Yale University. Si ritirò dagli studi nel 1933. Fu membro di varie istituzioni quali American Philosophical Society, la Royal Historical Society e l'American Academy of Arts and Letters. Nell'arco della sua vita pubblicò oltre 100 libri, nel 1935 venne premiato con il premio Pulitzer per la storia, sposò Evangeline Holcombe Walker, la loro figlia sposò John Marshall Harlan.

## Opere (parziale)
- The Colonial Period of American History New Haven, 1934-1937, in 4 volumi
- The Colonial Period New York, 1912
- Colonial Self-Government
- The Colonial Background of the American Revolution New Haven, 1924
- The Fathers of New England
- Colonial Folkways
- Jonathan Dickinson's Journal, edited with Evangeline Walker Andrews